# ギター侍のうた
『ギター侍のうた』は、波田陽区のシングル。

## 概要
- 当時ブレイクしていた波田陽区が、自身のネタをCDに収録して発売したシングル。オリコンシングルチャートでは初登場5位を記録し、翌週には自己最高位となる4位を記録した。
- 自身の数多い芸能人ネタから選りすぐりのものを収録した「ギター侍のうた 有名人斬りバージョン」を始め、女の子斬りバージョン、家族斬りバージョンが収録されている。

## 収録曲
1. ギター侍のうた 有名人斬りバージョン
（作詞・作曲：波田陽区／編曲：髙見優）
2. ギター侍のうた 女の子斬りバージョン
（作詞・作曲：波田陽区／編曲：高見優）
3. ギター侍のうた 家族斬りバージョン
4. ギター侍のうた 有名人斬りバージョン（カラオケ）
5. ギター侍のうた 女の子斬りバージョン（カラオケ）

## 今作でネタにされている芸能人
- 青木さやか
- 小池栄子（格闘技PRIDEのネタ内）
- 明石家さんま
- 氣志團
- 和田アキ子

以下は、後に発売された「ギター侍のうた弐 〜完全保存盤〜」でネタにされた芸能人
- 優香
- 福山雅治
- 杉田かおる
- 笑福亭鶴瓶
- みのもんた